# Peliosanthes sinica
Peliosanthes sinica är en sparrisväxtart som beskrevs av Fa Tsuan Wang och Tang. Peliosanthes sinica ingår i släktet Peliosanthes och familjen sparrisväxter. Inga underarter finns listade i Catalogue of Life.